# Mitsuhisa Taguchi
Mitsuhisa Taguchi (田口光久?, Taguchi Mitsuhisa; Akita, 14 febbraio 1955 – Tokyo, 12 novembre 2019) è stato un calciatore giapponese.

## Carriera

### Club
Formatosi nel liceo commerciale di Akita, nel 1973 fu assunto alla Mitsubishi Heavy Industries dove ricoprì il ruolo di secondo portiere nella sezione calcistica del circolo sportivo. Divenuto titolare nella stagione 1975, partecipò a tutte le gare della squadra fino al 1983, quando il suo posto di titolare fu rilevato da Hiroyuki Takahashi.

### Nazionale
Tra il 1976 e il 1984 disputò 32 gare con la nazionale maggiore, prendendo parte alle qualificazioni ai Mondiali del 1978

## Statistiche

### Presenze e reti nei club
| Stagione | Squadra              | Campionato | Campionato | Campionato |
| Stagione | Squadra              | Comp       | Pres       | Reti       |
| -------- | -------------------- | ---------- | ---------- | ---------- |
| 1973     | Mitsubishi HI        | JSL1       | 1          | -?         |
| 1974     | Mitsubishi HI        | JSL1       | 0          | 0          |
| 1975     | Mitsubishi HI        | JSL1       | 16         | -?         |
| 1976     | Mitsubishi HI        | JSL1       | 18         | -?         |
| 1977     | Mitsubishi HI        | JSL1       | 18         | -?         |
| 1978     | Mitsubishi HI        | JSL1       | 18         | -?         |
| 1979     | Mitsubishi HI        | JSL1       | 18         | -?         |
| 1980     | Mitsubishi HI        | JSL1       | 18         | -?         |
| 1981     | Mitsubishi HI        | JSL1       | 18         | -?         |
| 1982     | Mitsubishi HI        | JSL1       | 18         | -?         |
| 1983     | Mitsubishi HI        | JSL1       | 18         | -?         |
| 1984     | Mitsubishi HI        | JSL1       | 0          | 0          |
|          | Totale Mitsubishi HI |            | 161        | -?         |

## Palmarès

### Club
- Japan Soccer League: 3

1973, 1978, 1982
- Japan Soccer League Cup: 2

1978, 1981
- Coppa dell'Imperatore: 3

1973, 1978, 1980